# Rhacophysa taylori
Rhacophysa taylori är en insektsart som först beskrevs av Evans 1972.  Rhacophysa taylori ingår i släktet Rhacophysa och familjen Peloridiidae. Inga underarter finns listade i Catalogue of Life.